# ویلیام بی. ویلسون
ویلیام بی. ویلسون (انگلیسی: William Bauchop Wilson؛ ۲ آوریل ۱۸۶۲ – ۲۵ مهٔ ۱۹۳۴) یک سیاست‌مدار اهل ایالات متحده آمریکا بود. وی نخستین وزیر کار ایالات متحده آمریکا بود.